# Great Elm
Great Elm is een civil parish in het bestuurlijke gebied Mendip, in het Engelse graafschap Somerset met 171 inwoners.

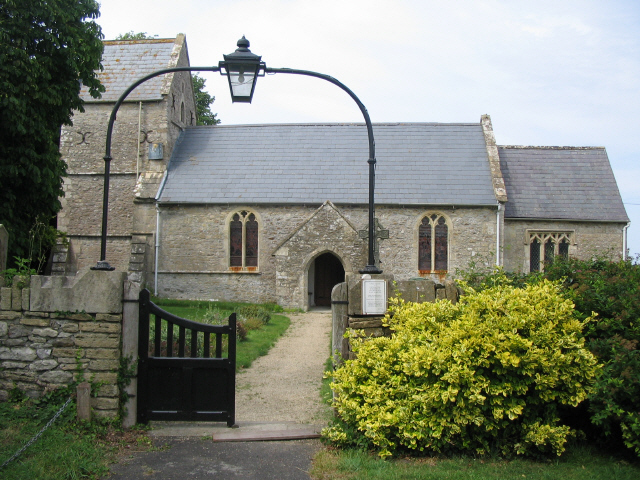
Kerk van St. Mary